# Municipio de Hartford (condado de Licking)
El municipio de Hartford (en inglés: Hartford Township) es un municipio ubicado en el condado de Licking en el estado estadounidense de Ohio. En el año 2010 tenía una población de 1431 habitantes y una densidad poblacional de 19,97 personas por km².

## Geografía
El municipio de Hartford se encuentra ubicado en las coordenadas 40°14′8″N 82°41′56″O / 40.23556, -82.69889. Según la Oficina del Censo de los Estados Unidos, el municipio tiene una superficie total de 71.65 km², de la cual 71,52 km² corresponden a tierra firme y (0,18 %) 0,13 km² es agua.

## Demografía
Según el censo de 2010, había 1431 personas residiendo en el municipio de Hartford. La densidad de población era de 19,97 hab./km². De los 1431 habitantes, el municipio de Hartford estaba compuesto por el 96,93 % blancos, el 0,42 % eran afroamericanos, el 0,21 % eran amerindios, el 0,21 % eran asiáticos, el 0,98 % eran de otras razas y el 1,26 % eran de una mezcla de razas. Del total de la población el 1,75 % eran hispanos o latinos de cualquier raza.